# 始興陵谷駅
始興陵谷駅（シフンヌンゴクえき、朝鮮語: 시흥능곡역）は、大韓民国京畿道始興市陵谷洞にある、西海線の駅である。同名の「陵谷駅」がすでに存在したため、市名の「始興」をつけた。

## 歴史
- 2013年10月21日 - 事業用鉄道路線告示にて駅名を蓮城駅に決定。[1]
- 2018年4月6日 - 鉄道距離表告示にて駅名を始興陵谷駅に改称。[2]
- 2018年6月16日 - 西海線開業。[3]

## 駅構造
2面2線の相対式ホームを有する。

### のりば
| 上行 | ● 西海線 | 素砂方面 |
| 下行 | ● 西海線 | 元時方面 |

## 駅周辺
- 始興陵谷高等学校
- 勝地小学校
- 陵谷図書館

## 隣の駅
素砂元時線運営
●西海線　
始興市庁駅 (S22) - 始興陵谷駅 (S23) - タルミ駅 (S24)